# Uedorf
Uedorf ist ein Stadtteil von Bornheim im Rhein-Sieg-Kreis und liegt am linken Ufer des Rheins.

## Geschichte

### Überblick
Ein in Uedorf gefundener Matronenstein weist darauf hin, dass auf dem Gebiet des heutigen Ortes bereits zur Römerzeit Menschen siedelten. An der Stelle des Uedorfer Mühlenturms soll ein römischer Wachturm gestanden haben. Mittelalterliche Dokumente nennen Uedorf im Zusammenhang mit den Klöstern Nonnenwerth (erstmals 1143 erwähnt), Heisterbach, Altenberg und Brauweiler. Eine Urkunde aus dem 13. Jahrhundert weist den Ort als Pfarrdorf aus. Die Uedorfer Mühle wird erstmals Mitte des 14. Jahrhunderts erwähnt.
Verheerende Hochwasser im Mittelalter (vermutlich im 14. Jahrhundert) führten zur Zerstörung des Ortes. Das Herseler Werth und die Ausbuchtung des Rheins nach Westen gehen auf diese Fluten zurück. Gut erkennbar ist heute noch der Ufereinbruch am Südende der Römerstraße im benachbarten Widdig (an den Rheinterrassen), wo die Widdiger Hauptstraße abrupt endet.
Uedorf gehörte zum kurkölnischen Amt Brühl und kam ab 1798 während der französischen Zeit (1794–1814) zum Département de la Roer (Arrondissement de Cologne, Kanton Bruhl, Mairie Hersel). Mit der Eingliederung in den preußischen Einflussbereich ab 1815 wurde die französische Verwaltungsgliederung im Großen und Ganzen belassen. Allerdings kamen die Mairien (Bürgermeistereien, seit 1928 Ämter) Waldorf, Sechtem und Hersel, und damit auch Uedorf, zum Landkreis Bonn. 1932 wurde das Amt Hersel dem – aus dem Amt Waldorf hervorgegangenen – Amt Bornheim angegliedert. 1935 entstanden aus den restlichen Ämtern die Gemeinden Bornheim, Hersel (mit Uedorf) und Sechtem. 1969 wurden sie zur Großgemeinde Bornheim zusammengefasst. Seit 1981 ist Bornheim Stadt und Uedorf ihr kleinster Stadtteil.

### Namensgeschichte
ab 1143: Oclichtorph,

ab 1261: Odorp,

ab 1336: Oydorp,

ab 1413: Oedorp,

ab 1542: Udorp,

ab 1599: Udorff,

ab 1623: Udorf,

ab 1728: Üdorf,

ab 1749: Ödorff,

ab 1790: Üdorff,

ab 1804: Uedorf

## Geographie
Im Norden grenzt Uedorf an Widdig, im Süden an Hersel, beides ebenfalls Ortsteile von Bornheim.

## Schulen
- Verbundschule Bornheim (früher: Martinschule)

## Ortsvorsteher
Der Rat der Stadt Bornheim hat Bernd Marx (parteilos) zum Ortsvorsteher gewählt.

## Verkehr
Die Stadtbahnlinie 16 verkehrt zwischen Bonn-Bad Godesberg und Köln-Niehl auf der Trasse der Rheinuferbahn.
| Linie | Verlauf / Anmerkungen | Takt (Mo–Fr) |
| ----- | --- | ------------ |
| 16    | Niehl – Amsterdamer Straße/Gürtel – U Reichenspergerplatz – U Ebertplatz – U Breslauer Platz/Hbf – U Dom/Hbf – U Appellhofplatz (Breite Straße) – U Neumarkt – Barbarossaplatz – Chlodwigplatz – Ubierring – Marienburg – Rodenkirchen – Sürth – Godorf – Wesseling Nord – Wesseling – Wesseling Süd – Urfeld – Widdig – Uedorf – Hersel – Tannenbusch Mitte – Tannenbusch Süd – Propsthof Nord – Bonn West – U Bonn Hbf – U Universität/Markt – U Juridicum – U Bundesrechnungshof/Auswärtiges Amt – U Museum Koenig – U Heussallee/Museumsmeile – Ollenhauerstraße – Olof-Palme-Allee – Max-Löbner-Straße/Friesdorf – Hochkreuz/Deutsches Museum Bonn – U Wurzerstraße – U Plittersdorfer Straße – U Bonn-Bad Godesberg Bf – U Bad Godesberg Stadthalle | 10 min       |

Die Bundesautobahn 555 ist im Norden über die Anschlussstelle Wesseling und im Süden über die Anschlussstelle Bornheim (Rheinland) erreichbar.

## Sport
Der TTC Blau-Rot 1963 Uedorf e. V. nimmt am Spielbetrieb des Westdeutschen Tischtennisverbandes auf Bezirks- und Kreisebene teil.

## Sehenswürdigkeiten
|  | Ein Steinkreuz an der Ecke Bornheimer und Heisterbacher Straße. Die Inschrift lässt sich als Chronogramm lesen: CrVCIfIXo Data a praeLato HerMano (dem Gekreuzigten gestiftet – oder: dem Leiden Christi gewidmet – vom Prälaten Hermann): je einmal M (1000), D (500), L (50), X (10) und V (5) sowie je zweimal C (100) und I (1), Die Summe ergibt die Jahreszahl 1767. |
|  | Verbundschule Bornheim-Uedorf an der Heisterbacher Straße (zwischen Insel- und Isarstraße), Nachfolgerin der Martinschule. Das neue Gebäude der Aachener Architekten Helmut Heuer und Hans-Jürgen Faust (Architekturbüro Heuer Faust) wurde 2004 fertiggestellt. |
|  | „Uedorfer Burg“, ein Gehöft zwischen Heisterbacher Straße und Rheinuferweg, wo eine Burg gestanden haben soll. Im April 1942 war der Hof bei einem Bombenangriff teilweise zerstört worden. Die Familie Jüssen hat ihm das heutige Aussehen gegeben. Das „Caféhaus Uedorf“ gehört zu dem Anwesen.                                                                          |
|  | Mühlenturm in Uedorf zwischen Heisterbacher Straße und Rheinuferweg. Die Mühle stammte aus dem 14. Jahrhundert. Sie war bis Ende des 19. Jhs. in Betrieb. Anfang des 20. Jhs. diente ihr Rumpf als Aussichtsturm. Heute Privatbesitz. |
|  | Ein ca. 1 m hoher Meilenstein an der Elbestraße, 40 m nördlich der Isarstraße, vor dem Haus Nr. 240. Die Herkunft (ob preußisch oder französisch) ist ungeklärt. |
|  | Rheinansicht vom Rheinuferweg aus (Höhe Mühlenturm), Blick auf das Herseler Werth. |

## Touristik
- Caféhäuschen direkt am Rheinufer von Uedorf
- Rheinradweg auf dem Leinpfad am Rhein